# Щепихин, Пётр Арефьевич
Пётр Арефьевич Щепихин (4 (16) октября 1879, Оренбургская губерния — 1920, Закаспийская область) — войсковой старшина Императорской армии, командир Уральского казачьего артиллерийского дивизиона, кавалер двух орденов. Брат генерал-майора Генштаба Сергея Щепихина.

## Биография
Родился 4 (16) октября 1879 года в поселке (форпост) Январцевский, Кирсановской станицы 1-го (Уральского) военного отдела Уральского казачьего войска Оренбургской губернии в семье казаков Уральского казачьего войска — он был сыном Арефия Щепихина, обер-офицера Уральского войска.
После получения общего образования перебрался в Санкт-Петербург и поступил в столичное Константиновское артиллерийское училище, которое позже окончил по первому разряду. В начале сентября 1896 года приступил к воинской службе в Русской императорской армии.
Получил чин хорунжего в августе 1898 году (со старшинством годом ранее); стал сотником четыре года спустя, в июле 1902 года, со старшинством также на год ранее. После Русско-Японской войны, в начале июля 1906 года, стал казачьим подъесаулом — со старшинством с середины августа 1905. Затем он последовательно стал есаулом и, уже в период Первой мировой войны, войсковым старшиной (с начала декабря 1916 года). По состоянию на 1919 год продолжал быть в этом чине.
В 1898 году проходил действительную службу в Оренбургской казачьей конно-артиллерийской бригаде. В 1906 году он числился в 1-й Оренбургской казачьей артиллерийской батарее, а затем, с 1908 по 1910 — в 1-м Оренбургском казачьем артиллерийском дивизионе. К началу Великой войны, по состоянию на 1914 год, вновь оказался в 1-й артиллерийской батарее, а позже был переведён в 4-ю Оренбургскую казачью артиллерийскую батарею. С января 1915 года был назначен командиром Оренбургской казачьей запасной артиллерийской батареи — состоял в этой должности до 1917 года. С начала декабря 1916 года Щепихин стал командующим 6-й Оренбургской казачьей артиллерийской батареей, а затем возглавил 2-й Оренбургский казачий артдивизион.
После этого исполнял дела командира Оренбургской казачьей конно-артиллерийской бригады, а к Февральской революции, к первой декаде марта 1917 года, имел под своим началом Уральского казачий артиллерийский дивизион.
Во время Гражданской войны воевал в Уральском войске: после развала уехал к семье в Бар, а затем вновь «тронулся на Урал». В 1919 году он занимал в Омске пост приемщика грузов для Уральского казачьего войска. Щепихин отказался от предложения брата Сергея остаться в городе, сказав: «Погибать, так со своими!» — и уехал в район дислоцирования отдельной Уральской Армии.
Скончался от сыпного тифа в начале 1920 года, при отступлении Уральской Армии, где-то в Средней Азии — на пути между городом Гурьевым и Фортом-Александровским, на территории современного Казахстана; точное место его захоронения на сегодняшний день остаётся неизвестным.

## Награды
- Орден Святого Станислава 3 степени (1909)
- Орден Святой Анны 3 степени с мечами и бантом[3]

## Семья
Младший брат: Сергей Арефьевич Щепихин (1880—1948) — Генерального штаба генерал-майор, уральский казак, участник Русско-японской, Первой мировой и Гражданской войны на стороне Белого Движения, участник Великого Сибирского Ледяного похода, кавалер семи орденов.